# La coccolona
La coccolona (Midnight Party) è un film erotico del 1976, scritto e diretto da Jesús Franco.

## Trama
Silvia, affascinante ragazza di origini spagnole, lavora come spogliarellista nei locali più famosi di Cannes. Ingaggiata da una coppia per un ménage à trois, la mattina seguente si risveglia in preda al panico. I due uomini con cui ha passato la notte sono stati assassinati.

## Colonna sonora
Daniel White, storico collaboratore di Franco, ha realizzato l'edizione musicale. La colonna sonora amalgama sonorità ambient, rock psichedelico e intermezzi jazz.
Il brano It's A Shit Life è presente nell'antologia The Crazy World Of Jess Franco, album curato dallo stesso regista.

## Distribuzione
La coccolona venne distribuito nei cinema italiani e tedeschi tra il gennaio e il febbraio del 1976. L'anno seguente fu edito, invece, per il mercato francese.
Il lungometraggio è stato riproposto in versione home video (VHS e DVD).

## Versioni alternative
Erwin C. Dietrich, produttore esecutivo, ha realizzato numerose edizioni del film, ognuna delle quali presenta sequenze o situazioni più o meno esplicite.
La versione italiana è uscita nelle sale cinematografiche tradizionali e mostra immagini softcore recitate. La variante tedesca, invece, è stata immessa nel commercio hardcore e vede protagonista Lina Romay in alcune scene non simulate. Esiste, inoltre, un terzo adattamento, per il pubblico francese, con durata inferiore.